# ジョージ・コー
ジョージ・コー（George Coe, 本名：George Julian Cohen、1929年5月10日 - 2015年7月18日）は、アメリカ合衆国の俳優、声優。
ニューヨーククイーンズ区ジャマイカ地区出身、ロングアイランド育ち。ホフストラ大学とアメリカン・アカデミー・オブ・ドラマティック・アーツに学ぶ。
1957年にブロードウェイでデビュー。1975年からスタートしたテレビ番組『サタデー・ナイト・ライブ』に出演して知られるようになる。映画やテレビドラマで幅広い役を演じたほか、テレビアニメやビデオゲームの声優としても活動した。
2015年7月18日、86歳で死去。

## 主な出演作品

### 映画
- ステップフォード・ワイフ The Stepford Wives (1975)
- 努力しないで出世する方法 How to Succeed in Business Without Really Trying (1975) テレビ映画
- フレンチ・グラフィティ French Postcards (1979)
- クレイマー、クレイマー Kramer vs. Kramer (1979)
- 第一の大罪 The First Deadly Sin (1980)
- おんぼろバスと８人の子供たち Bustin' Loose (1981)
- ザ・ドッグ・ファイター/死の特訓 Red Flag: The Ultimate Game (1981) テレビ映画
- ザ・アマチュア The Amateur (1981)
- ドロップアウト・パパ Drop-Out Father (1982) テレビ映画
- エンティティー 霊体 The Entity (1982)
- 天使の自立 Rage of Angels (1983) テレビ映画
- 結婚ダブルス/ミッキー&モード Micki + Maude (1984)
- レモ/第1の挑戦 Remo Williams: The Adventure Begins (1985)
- マッド・オフィス Head Office (1985)
- ブラインド・デート Blind Date (1987)
- アンクル・トム物語 Uncle Tom's Cabin (1987) テレビ映画
- 殺しのベストセラー Best Seller (1987)
- シュートダウン Shootdown (1988) テレビ映画
- 今ひとたび Cousins (1989)
- ジェームズ・ウッズの ドランカー My Name Is Bill W. (1989) テレビ映画
- ハリウッド探偵事務所 The Hollywood Detective (1989) テレビ映画
- 幸せの誓い Fine Things (1990) テレビ映画
- 堕ちた女 Something to Live for: The Alison Gertz Story (1992) テレビ映画
- 飛べないアヒル The Mighty Ducks (1992)
- CODE:0000 コード:ゼロ The Omega Code (1999)
- ビッグエデン Big Eden (2000)
- ボイス・オブ・エンジェル A Rumor of Angels (2000)
- 素敵な人生の終り方 Funny People (2009)
- トランスフォーマー/ダークサイド・ムーン Transformers: Dark of the Moon (2011) 声の出演
- 13の選択 13 Sins (2014) 声の出演

### テレビドラマ
- The Doctors (1975-1976)
- サタデー・ナイト・ライブ Saturday Night Live (1975-1986) クレジットなし
- Goodnight, Beantown (1983)
- ヒルストリート・ブルース Hill Street Blues (1983)
- アメリカン・プレイハウス American Playhouse (1984-1985)
- ダラス Dallas (1986)
- スケアクロウとキング夫人 Scarecrow and Mrs. King (1986)
- L.A.ロー 七人の弁護士 L.A. Law (1986-1991)
- マックス・ヘッドルーム Max Headroom (1987-1988) ※アメリカ版
- ナイスサーティーズ Thirtysomething (1987-1990)
- ジェシカおばさんの事件簿 Murder, She Wrote (1990-1992)
- Equal Justice (1991)
- Working (1998-1999)
- Ladies Man (2000)
- ザ・ホワイトハウス The West Wing (2001-2002)
- ラリーのミッドライフ★クライシス Curb Your Enthusiasm (2002-2007)
- Wilfred (2011-2013)
- Archer (2009-2019)

### テレビアニメ
- Celebrity Deathmatch (2006-2007)
- スター・ウォーズ/クローン・ウォーズ Star Wars: The Clone Wars (2008)